# Józef Piotr Brzeziński
Józef Piotr Brzeziński (ur. 22 lutego 1862 w Białogonie, zm. 25 listopada 1939 w Krakowie) – polski biolog i ogrodnik, wykładowca i profesor Uniwersytetu Jagiellońskiego.

## Życiorys
Syn Teofila i Jadwigi z Bratkowskich. Ukończył średnią szkołę ogrodniczą w Warszawie, a następnie studiował w Uniwersytecie Paryskim, w 1891 roku uzyskał dyplom ukończenia. Następnie osiadł w Krakowie, gdzie wykładał w studium rolniczym Uniwersytetu Jagiellońskiego.
Organizator w 1893 ogrodu owocowo-warzywnego na polu doświadczalnym Uniwersytetu Jagiellońskiego w Prądniku Czerwonym oraz pierwszej na ziemiach polskich oddzielnej Katedry Ogrodnictwa przy Studium Rolniczym UJ. Zastępca dyrektora krakowskiego Ogrodu Botanicznego (1902–1910). Jego wykłady obejmowały tematykę sadownictwa, pszczelarstwa, warzywnictwa. Aktywny działacz komisji Polskiej Akademii Umiejętności i jej członek. W 1904 przedstawił rozprawę habilitacyjną Rak drzew, jego przyczyny i przejawy, w której jako pierwszy w Europie udowodnił, że jednym z czynników chorób drzew są również bakterie. Od 1913 profesor pierwszej w Polsce katedry ogrodnictwa na Uniwersytecie Jagiellońskim; 1893–1924 prezes Towarzystwa Ogrodniczego w Krakowie.
Spoczywa na cmentarzu Rakowickim (kwatera XXXI-zach-2).
Główne publikacje
- Szparagi i ich hodowla (1899)
- Hodowla pod kloszami (1900)
- Szkodliwe owady (1901)
- Hodowla warzyw (1910)

## Ordery i odznaczenia
- Krzyż Oficerski Orderu Odrodzenia Polski (7 listopada 1925)[4]
- Medal Niepodległości (17 września 1932)[5]
- Brązowy Medal za Długoletnią Dłużbę